# Tepui

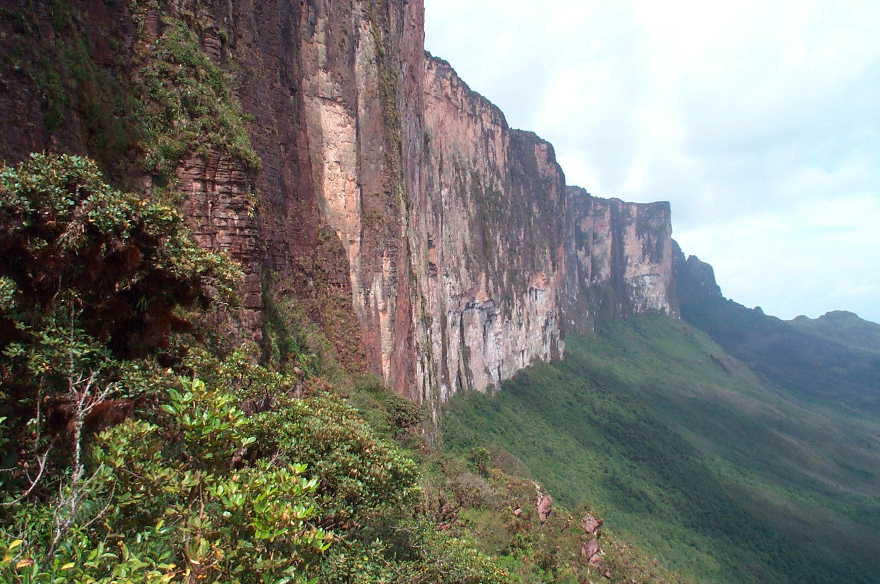
Die steile Felswand des Roraima-Tepui

Tepuis sind durch Erosion entstandene, einzeln stehende, bis nahezu 3000 Meter hohe Tafelberge im Westen des Berglands von Guayana am nördlichen Rand des Amazonasbeckens. Sie liegen in den Gebieten von Venezuela, Guyana und Brasilien.
Die Tepuis bestehen meist aus Sandstein und besitzen teils schroff abfallende Schluchten und Spalten. Oftmals sind die Plateaus nur aus der Luft zu erreichen.

## Entstehung der Tafelberge

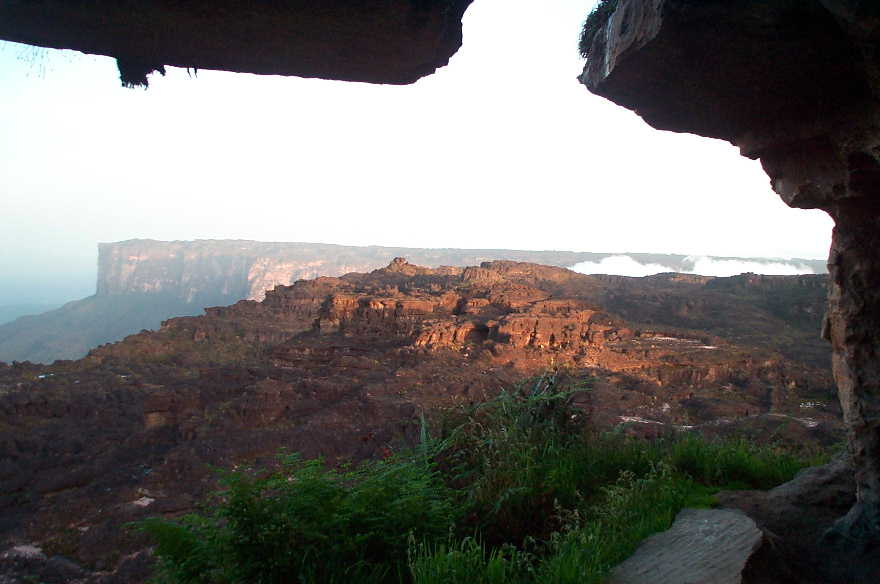
Blick auf den Kukenam-Tepui

Der Begriff Tepui für die Tafelberge ist der Sprache Pemón entnommen und wird von vielen Autoren als ‚Haus der Götter‘ übersetzt. Sie sind Überreste eines mächtigen, quarzitischen Sandsteinplateaus, das einst die Granit-Urgesteine zwischen der Nordgrenze des Amazonas-Tieflands und dem Orinoco zwischen der Atlantik-Küste und dem Rio Negro bedeckte. Durch Erosion wurde das Plateau im Laufe der Erdgeschichte abgetragen. Die Tepui sind dabei stehen gebliebene Inselberge.
In der Gran Sabana im Südosten Venezuelas, im Grenzgebiet zu Guyana und Brasilien, finden sich heute 115 solcher Tafelberge. Die steilwandigen Berge erheben sich bis zu 1000 Meter über den Regenwald. Die Oberflächen der Berge weisen unterschiedliche Beschaffenheiten auf. Auf den Plateaus der Berge wechseln sich dichte undurchdringliche Wälder mit schroffen, zerklüfteten Felslandschaften mit einer großen Artenvielfalt ab. Die Erosion und Verwitterung hat im Laufe von Jahrmillionen bizarre Felsformationen und Labyrinthe geschaffen. Diesen Vorgang nennt man auch Tavernierung. In den Tepuis sind darüber hinaus spektakuläre Höhlensysteme wie das Muchimuk-Höhlensystem im Churí-Tepui, die Cueva Ojos de Cristal im Roraima-Tepui oder die Schachthöhlen des Sarisariñama-Tepuis entstanden. Am Auyan-Tepui befindet sich der mit fast 1000 m höchste freifallende Wasserfall der Welt (Salto Ángel).

## Flora und Fauna

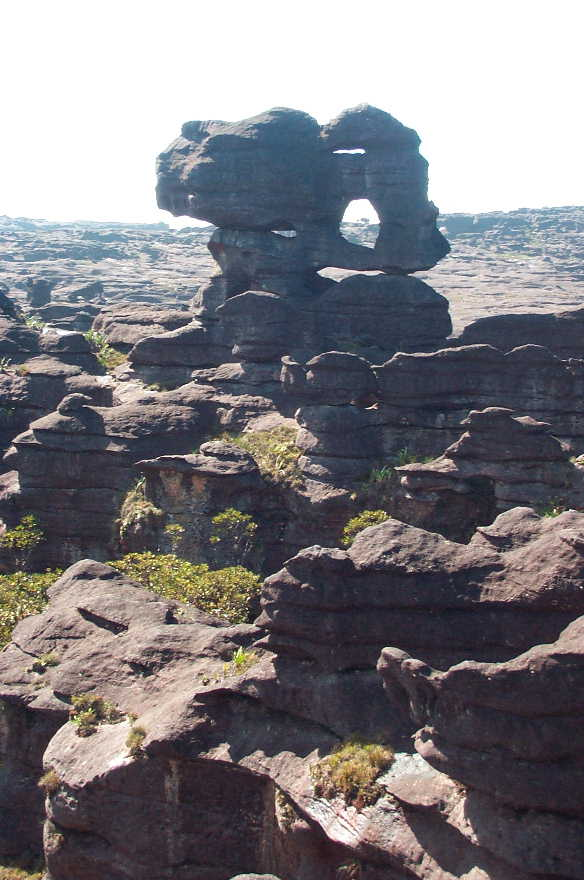
Das Plateau des Roraima-Tepui. Die Erosion hat eine bizarre Felslandschaft geformt.

Die Plateaus der Tepuis sind vom Regenwald fast völlig isoliert. Dies ist einerseits durch ihre Höhe und die sich daraus ergebenden klimatischen Unterschiede zum Regenwald und andererseits durch ihre unüberwindlichen Steilwände bedingt. Auf den Plateaus herrscht ein gemäßigtes, kühles Klima mit häufigen Gewitterregen, am Fuße der Berge tropisches und feucht-warmes Klima. Diese über Jahrmillionen vorhandene Isolation führte zu einer endemischen Flora und Fauna. Bisher sind sieben Kleinsäuger bekannt, die endemisch nur in der Tepui-Region vorkommen. Dabei handelt es sich um drei Arten von Beutelratten, die Tepui-Zwergbeutelratte (Marmosa tyleriana), die Pantepui-Schlankbeutelratte (Marmosops pakaraimae) und Reigs Spitzmausbeutelratte (Monodelphis reigi), eine Fledertierart, den Goldenen Streifenfruchtvampir (Platyrrhinus aurarius) und drei Nagetiere, die Roraima-Maus (Podoxymys roraimae), die Tepui-Klettermaus (Rhipidomys macconnelli) und die Wetzel-Klettermaus (R. wetzeli). Die nährstoffarmen Böden der Tafelberge führten zu einer reichen Vielfalt an fleischfressenden Pflanzen, ihre schroffen verwitterten Steinböden halten bei Gewitterregen keine Humusschicht.
Die Tafelberge – auch Inseln über dem Regenwald genannt – sind für Forscher noch heute eine Herausforderung, weisen sie doch einen hohen Bestand an noch unbekannten Arten auf. Einige Tepuis sind fast das ganze Jahr über in dichte Wolken gehüllt. Von ihren Plateaus konnten bisher nur Radaraufnahmen von Hubschraubern aus gemacht werden. Die Plateaus mancher Tepuis hat noch nie ein Mensch betreten.

## Vorkommen

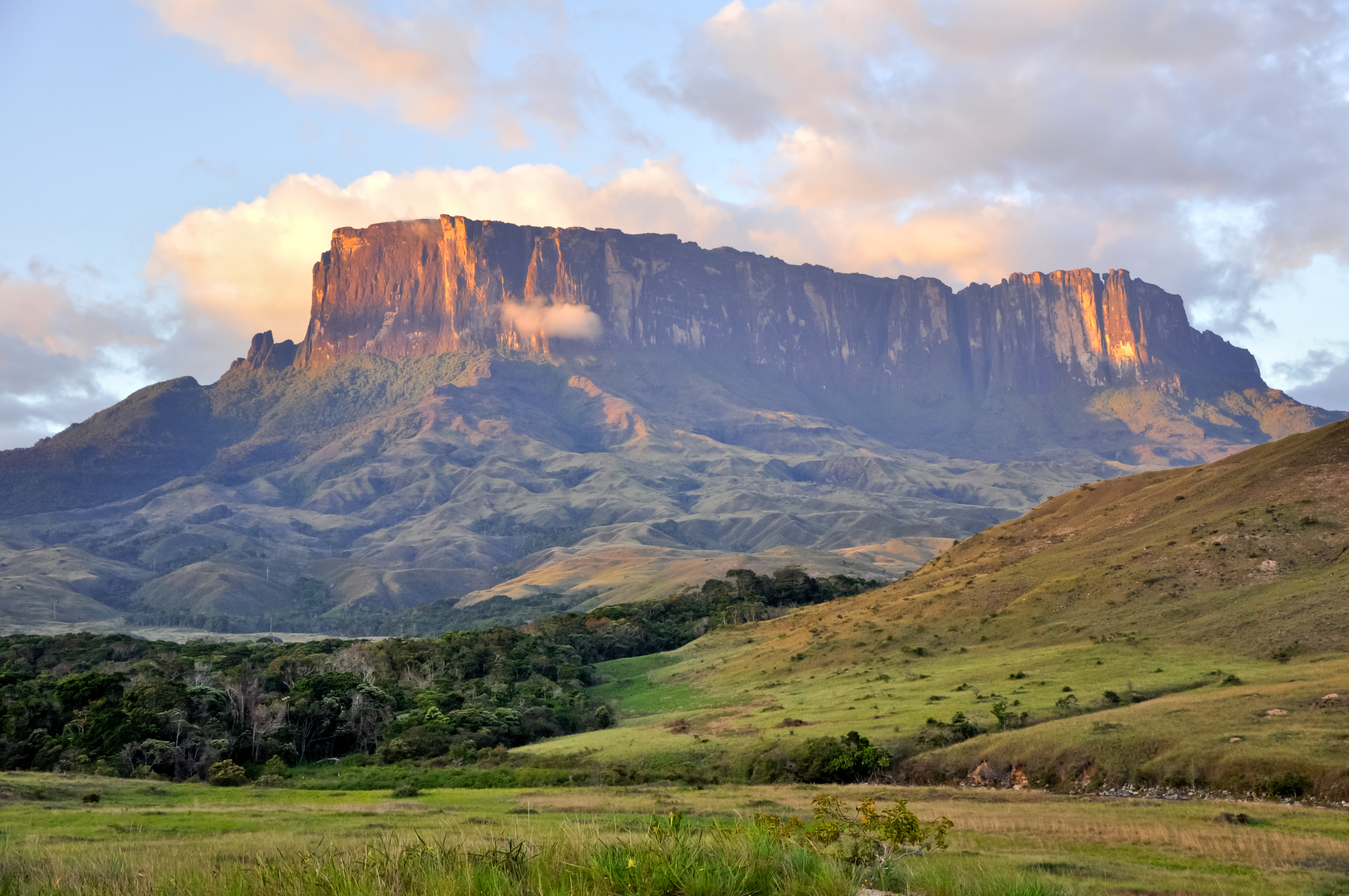
Kukenán-Tepui bei Sonnenuntergang

Eine große Anzahl der Tafelberge befindet sich im Nationalpark Canaima in Venezuela. Dieser wurde von der UNESCO in die Liste des Weltkultur- und Naturerbes der Menschheit aufgenommen.
Insgesamt existieren 115 Tepuis, darunter
- Acopan-Tepui: Ein 2112 Meter hoher Tafelberg in Bolivar/Venezuela mit einem 700 Meter hohen, stark überhängenden Nordpfeiler.
- Zur Aparaman-Gruppe zählen: Aparaman-Tepui, Murosipan-Tepui, Tereke-Yuren-Tepui und Kamarkaiwaran-Tepui.
- Autana-Tepui: Er überragt den Urwald mit bis zu 1300 Metern. Innerhalb dieses Tepuis liegen bis zu 400 Meter tiefe Schluchten, die Simas genannt werden. Man vermutet, dass diese Löcher einst riesige Höhlen waren, deren Dach irgendwann einstürzte.
- Auyan-Tepui: Dieser wohl bekannteste Tafelberg hat eine Oberfläche von 700 km². Von seinem Plateau fällt der höchste Wasserfall der Welt – der Salto Ángel.
- Kukenam-Tepui: Der Kukenam-Tepui gilt den Ureinwohnern als heiliger Berg. Er darf seit 1997 nicht mehr bestiegen werden, zumal der Aufstieg und das Hochplateau als besonders unfallträchtig gelten.
- Monte Ayanganna: Der östlichste Tepui mit einer Höhe über 2000 m in Guyana.
- Ptari-Tepui: Die Felswand des Ptari-Tepui liegt so isoliert, dass man auf ihm eine besonders hohe Anzahl an endemischen Pflanzen- und Tierarten vermutet.
- Roraima-Tepui: Der höchste Tafelberg der Welt.[2] Berichte des berühmten Südamerika-Forschers Robert Schomburgk inspirierten den englischen Schriftsteller Arthur Conan Doyle zu seinem Roman The Lost World über die Entdeckung einer lebendigen prähistorischen Welt voller Saurier und urzeitlicher Pflanzen.
- Sarisariñama-Tepui: Mit 2300 Metern Höhe einer der höchsten Tepuis, weit abgelegen und vor allem durch zwei riesige, kreisförmige Löcher im Plateau bekannt.

## Filme
- Oben: Animationsfilm aus dem Jahr 2009 (Pixar und Walt Disney). Ein großer Teil der Handlung spielt auf einem Tafelberg. Die Film-Crew hat zur Vorbereitung eine Reise auf Tepui unternommen.[3]
- Terra X: Inseln über dem Regenwald Teil 1, TV-Dokumentation von Volker Arzt (1990).
- Terra X: Inseln über dem Regenwald Teil 2, TV-Dokumentation von Volker Arzt (1990).
- Sir Arthur Conan Doyle’s Lost World (1925). Der Film spielt in der Mongolei, während die literarische Vorlage Venezuela als Schauplatz hat.

## Belege
1. ↑  
Juan F. Díaz-Nieto, Robert S. Voss: A Revision of the Didelphid Marsupial Genus Marmosops, Part 1. Species of the Subgenus Sciophanes. Bulletin of the American Museum of Natural History Number 402 :1-70. 2016, doi:10.1206/0003-0090-402.1.1. Seite 21–25.
2. ↑  Highest mountain tabletop. Abgerufen am 14. März 2022 (deutsch).
3. ↑  A look at the making of Disney's UP. Abgerufen am 19. November 2022 (deutsch).